# Campecopea lusitanica
Campecopea lusitanica är en kräftdjursart som först beskrevs av Nolting, Reboreda och Johann-Wolfgang Wägele 1998.  Campecopea lusitanica ingår i släktet Campecopea och familjen klotkräftor. Inga underarter finns listade i Catalogue of Life.